# HMS Norfolk (78)
HMS Norfolk byl těžký křižník sloužící v Royal Navy v období druhé světové války. Byl jednou ze dvou jednotek třídy Dorsetshire, která byla třetí skupinou třináctičlenné třídy County.

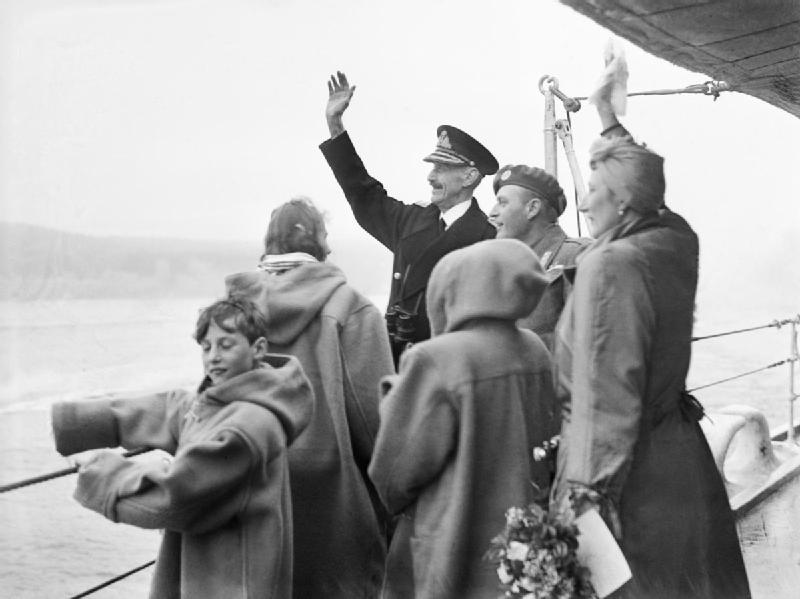
Král Hakon VII. s rodinou připlouvá do Osla, červenec 1945

Norfolk byl postaven v letech 1927–1930 v loděnicích Fairfield Shipbuilding & Engineering Co. Ltd v Govanu. Znám je zejména díky účasti na pronásledování německé bitevní lodi Bismarck. Těžké křižníky HMS Suffolk a Norfolk tuto loď jako první objevily a díky radaru na palubě Suffolku ji z bezpečné vzdálenosti sledovaly, což vedlo k bitvě v Dánském průlivu a následně i k potopení Bismarcku, který podlehl přesile s HMS Rodney a HMS King George V v čele.
Norfolk se také podílel na ochraně arktického konvoje do Sovětského svazu JW 55B, který se pokusil napadnout německý bitevní křižník Scharnhorst. V následné bitvě u Severního mysu byl Scharnhorst dne 26. prosince 1943 potopen. Norfolk byl v bitvě poškozen a až do listopadu 1944 byl modernizován. Při opravách byla sejmuta jedna z dělových věží.
Po německé kapitulaci Norfolk přepravil do Osla norského krále Hakona VII. a norskou královskou rodinu (o pět let dříve je z Norska evakuoval křižník HMS Devonshire). Na samém sklonku války křižník operoval v Pacifiku. V roce 1949 byl vyřazen ze služby a v následujícím roce sešrotován.